# 돈-볼가 국가판무관부
돈-볼가 국가판무관부는 나치 독일이 제2차 세계대전 중에 소련을 다 점령하고 승리하면 세우려고 했던 국가판무관부이다. 나치 독일이 멸망하여 이 계획은 없어졌다.